# 小菅玲菜
小菅 玲菜（こすが れな、1999年10月21日 - ）は、LuckyFM茨城放送のアナウンス室に所属するアナウンサー。

## 経歴・人物
愛知県名古屋市出身。二人姉弟。学生時代部活動は、小学校時代はソフトボールで、ピッチャー及びショートを守っていた。中学校時代は英語スピーチ部、高校生時代は放送部、大学時代はチアダンスサークルで、キャプテンも務めた経歴を持つ。
大学卒業後、地元ラジオ局CBCラジオのらじお女子7期生とレポートドライバー37期生を兼任しラジオ業界へ入る。その後、2024年よりLuckyFM茨城放送アナウンサーとなる。

## 担当番組
- HAPPYパンチ!（月曜9時00分 - 13時00分、2024年5月6日 - ）
- CONNECT（水曜16時00分 - 18時55分、2024年10月2日 - ）
- LuckyFesの楽しみ方（2024年4月 - 7月、2025年6月 - 8月）

## 出演
- Teenʼs FM（日曜9時30分 - 10時00分、2024年5月 - ） - リポーター[5]
- 菊地真衣のこんなんで、いいのかYO!?（2024年6月4日）